# Werbiwka (obwód wołyński)
Werbiwka (ukr. Вербі́вка; do 1963 Jaźwiny ukr. Язвини) – wieś na Ukrainie w rejonie kowelskim, w obwodzie wołyńskim. W II Rzeczypospolitej miejscowość wchodziła w skład gminy wiejskiej Huszcza w powiecie lubomelskim województwa wołyńskiego.
W czasie okupacji niemieckiej mieszkające tutaj polskie małżeństwo Świtalów ukrywało żydowskie dziecko. W 1989 roku Instytut Jad Waszem uhonorował Władysławę i Stanisława Świtalów tytułami Sprawiedliwych wśród Narodów Świata.
Do 2020 w rejonie lubomelskim.